# Gorenje Kališče
Gorenje Kališče – wieś w Słowenii, w gminie Velike Lašče. W 2018 roku liczyła 3 mieszkańców.